# Phanerochaete albida
Phanerochaete albida är en svampart som beskrevs av Sheng H. Wu 1990. Phanerochaete albida ingår i släktet Phanerochaete och familjen Phanerochaetaceae.   Inga underarter finns listade i Catalogue of Life.